# Zgromadzenie Konstytucyjne (Nepal)
Zgromadzenie Narodowe – jednoizbowy parlament Nepalu, w którym zasiada 601 członków. Powstał po wyborach przeprowadzonych 10 kwietnia 2008 i zastąpił tymczasowy parlament Nepalu, funkcjonujący od 15 stycznia 2007, w którym zasiadało 330 członków.
575 członków Zgromadzenia wybieranych jest bezpośrednio, a 26 wyznaczanych przez Radę Ministrów.
Do najważniejszych celów parlamentu wyłonionego w wyborach 10 kwietnia 2008 należy opracowanie nowej konstytucji Nepalu oraz przekształcenie monarchii konstytucyjnej w Federacyjną Demokratyczną Republikę Nepalu.